# Skyldnersvig
Skyldnersvig er en formueforbrydelse som består i, at man uberettiget forringer muligheden for at tilbagebetale en gæld for at give sig selv eller andre en gevinst.
Skyldnersvig er strafbart efter straffelovens § 283:
§ 283. For skyldnersvig straffes den, som for derigennem at skaffe sig eller andre uberettiget vinding
1) afhænder, pantsætter eller på anden måde råder over ham tilhørende gods, hvorover tredjemand har erhvervet en rettighed, med hvilken handlingen er uforenelig, 
2) efter at hans bo er taget under konkursbehandling eller rekonstruktionsbehandling er indledt, foretager handlinger, der går ud på, at boets ejendele og fordringer ikke kommer fordringshaverne til gode, 
3) ved falske foregivender, forstikkelse, proformaretshandler, betydelige gaver, uforholdsmæssigt forbrug, salg til underpris, betaling af eller sikkerhedsstillelse for uforfaldne gældsposter eller på anden lignende måde unddrager sine ejendele eller fordringer fra at tjene sine fordringshavere eller nogen enkelt af disse til fyldestgørelse. 
Stk. 2. Er handlinger af den under nr. 3 angivne art foretaget til begunstigelse af en fordringshaver, bliver denne dog kun at straffe, hvis han på en tid, da han forudså, at skyldnerens konkurs eller betalingsstandsning var umiddelbart forestående, har bestemt skyldneren til at yde ham sådan begunstigelse.
Strafferammen er fængsel i op til et år og seks måneder (§ 285).